# Dark House (album Mikołaja Trzaski)
Dark House – wydany w 2010 roku album Mikołaja Trzaski, będący ścieżką dźwiękową do filmu Dom zły Wojciecha Smarzowskiego.

## Lista utworów
| 1.  | "Snowflake / Deadwife / Illegal Travel"                                         | 6:17  |
|     |                                                                                 |       |
| 2.  | "Toilet Fear / Drunk Driving Dance"                                             | 2:45  |
|     |                                                                                 |       |
| 3.  | "Yeast Business"                                                                | 5:15  |
|     |                                                                                 |       |
| 4.  | "Snow Romance / Burning Tail"                                                   | 5:17  |
|     |                                                                                 |       |
| 5.  | "After Explosion"                                                               | 2:38  |
|     |                                                                                 |       |
| 6.  | "Koschmar / Volga Tune"                                                         | 2:10  |
|     |                                                                                 |       |
| 7.  | "Killers on the Snow / Retrospace / Amundsen's Ship "Frame" / Hit and Sunlight" | 4:27  |
|     |                                                                                 |       |
| 8.  | "Flicker / Cutlery Attack / Arsonist"                                           | 3:33  |
|     |                                                                                 |       |
| 9.  | "Bloodflake / March of Sorrow / Chasing in Deep Snow"                           | 4:49  |
|     |                                                                                 |       |
| 10. | "Dark House / Shining / Worse / ........ / Little Better"                       | 9:19  |
|     |                                                                                 |       |
|     |                                                                                 | 46:30 |
|     |                                                                                 |       |

## Zespół
- Clementine Gasser - wiolonczela
- Tomasz Szwelnik - fortepian
- Clayton Thomas - kontrabas
- Michael Zerang - perkusja
- Mikołaj Trzaska - saksofon, taragot, basklarnet, farfisa, klawisze